# Bürgermeisterei Harspelt
Die Bürgermeisterei Harspelt war eine von ursprünglich 29 preußischen Bürgermeistereien, in die sich der 1816 neu gebildete Kreis Prüm im Regierungsbezirk Trier verwaltungsmäßig gliederte. Von 1822 an gehörte der Regierungsbezirk Trier, damit auch die Bürgermeisterei Harspelt, zu der in dem Jahr neu gebildeten Rheinprovinz. Der Verwaltung der Bürgermeisterei unterstanden vier Gemeinden. Der Verwaltungssitz war in Harspelt, später in der heutigen Ortsgemeinde Leidenborn im Eifelkreis Bitburg-Prüm in Rheinland-Pfalz.
Die Bürgermeisterei wurde 1927 in Amt Harspelt umbenannt, dieses 1936 aufgelöst und mit anderen Ämtern zum seinerzeit neu gebildeten Amt Daleiden-Leidenborn zusammengeschlossen.

## Gemeinden und zugehörige Ortschaften
Zur Bürgermeisterei Harspelt gehörten folgende Gemeinden (Stand 1843):
- Harspelt (110 Einwohner) mit der Harspelter Mühle (9)
- Lützkampen (194) mit der Lützkampener Mühle (9) und den Häusern Am Diedrichsborn (3), Am Breiterweg (6) und An der Nöll (5)
- Sevenig (127)
- Stupbach (35; damals Stuppach; seit 1972 Ortsteil von Lützkampen)

Insgesamt lebten im Bürgermeistereibezirk 498 Menschen in 69 Wohnhäusern. Es gab in Harspelt und in Lützkampen jeweils eine Kirche und in Sevenig eine Kapelle; die von den Kindern der Ortschaften gemeinsam genutzte Schule stand in Lützkampen (Stand 1843).
Bei einer statistischen Erhebung aus dem Jahr 1885 wurden 580 Einwohner in 113 Haushalten gezählt; alle Einwohner waren katholisch; die Fläche der zugehörenden Gemeinden betrug insgesamt 1.828 Hektar, davon waren 490 Hektar Ackerland, 158 Hektar Wiesen und 420 Hektar Wald.

## Geschichte
Alle Ortschaften im Verwaltungsbezirk der Bürgermeisterei gehörten vor 1794 zur Meierei Leidenborn in der Herrschaft Dasburg, welche Teil des Herzogtums Luxemburg war. Im Jahr 1794 hatten französische Revolutionstruppen die Österreichischen Niederlande, zu denen das Herzogtum Luxemburg gehörte, besetzt und im Oktober 1795 annektiert. Unter der französischen Verwaltung gehörte das Gebiet zum Kanton Arzfeld, der verwaltungsmäßig dem Arrondissement Bitburg im Departement Wälder zugeordnet war.
Aufgrund der Beschlüsse auf dem Wiener Kongress wurde 1815 das vormals luxemburgische Gebiet östlich der Sauer und der Our dem Königreich Preußen zugeordnet. Unter der preußischen Verwaltung wurden im Jahr 1816 Regierungsbezirke und Kreise neu gebildet, linksrheinisch behielt Preußen in der Regel die Verwaltungsbezirke der französischen Mairies vorerst bei. Die Bürgermeisterei Harspelt entsprach insoweit der vorherigen Mairie Harspelt.
Die Bürgermeistereien Eschfeld, Harspelt und Leidenborn wurden schon in der zweiten Hälfte des 19. Jahrhunderts vom Leidenborner Bürgermeister in Personalunion verwaltet, blieben aber eigenständige Verwaltungsbezirke.
So wie alle Landbürgermeistereien in der Rheinprovinz wurde die Bürgermeisterei Harspelt 1927 in „Amt Harspelt“ umbenannt. Schließlich wurde dieses im Jahr 1936 aufgelöst und in das gleichzeitig neugebildete Amt Daleiden-Leidenborn eingegliedert.
Alle Ortschaften gehören heute verwaltungsmäßig zur Verbandsgemeinde Arzfeld im Eifelkreis Bitburg-Prüm in Rheinland-Pfalz.